# Resolució 1627 del Consell de Seguretat de les Nacions Unides
La Resolució 1627 del Consell de Seguretat de les Nacions Unides fou adoptada per unanimitat el 23 de setembre de 2005. Després de recordar les resolucions anteriors sobre la situació al Sudan, en particular la resolució 1590 (2005), el Consell va prorrogar el mandat de la Missió de les Nacions Unides al Sudan (UNMIS) durant sis mesos fins al 24 de març de 2006.

## Observacions
En el preàmbul de la resolució, el Consell va expressar condolences a la mort de John Garang de Mabior, i va encomanar Salva Kiir Mayardit pels seus esforços en el procés de pau. Va donar la benvinguda a la implementació de l'Acord de Pau Complet per part del govern del Sudan i l'Exèrcit i Moviment Popular d'Alliberament del Sudan (SPLA/M) i va instar les parts a complir les seves obligacions en virtut de aquest acord.
La resolució va determinar que la situació continuava sent una amenaça per a la pau i la seguretat internacionals.

## Actes
El mandat de la UNMIS es va ampliar amb la intenció de ser renovat, si calgués. Es va demanar al Secretari General que informés cada tres mesos sobre la situació, inclosos els esforços de la UNMIS per donar suport a la Missió de la Unió Africana al Sudan. Finalment, es va instruir als països que aportaven contingents a prendre mesures apropiades per evitar l'explotació sexual pel personal de la UNMIS.